# Dangeau
Dangeau is een gemeente in het Franse departement Eure-et-Loir in de regio Centre-Val de Loire. De plaats maakt deel uit van het arrondissement Châteaudun. Dangeau telde op 1 januari 2022 1.260 inwoners.

## Geschiedenis
Op 1 januari 2018 fuseerde Dangeau met de gemeenten Bullou en Mézières-au-Perche en kreeg daarmee de status van commune nouvelle. Na deze fusie had de gemeente in totaal 1267 inwoners.

## Geografie
De oppervlakte van Dangeau bedroeg op 1 januari 2022 54,88 vierkante kilometer; de bevolkingsdichtheid was toen 23 inwoners per km².
De onderstaande kaart toont de ligging van de commune nouvelle met de belangrijkste infrastructuur en aangrenzende gemeenten.

## Demografie
Onderstaande figuur toont het verloop van het inwonertal (bron: INSEE-tellingen).